# Línea SE876 (EMT Madrid)
El Servicio Especial (S.E.) codificado como SE876 de la EMT de Madrid unió la estación de Mar de Cristal con el recinto ferial de IFEMA, durante la tarde-noche del 7 de junio de 2025, mientras duró el cierre de la estación de Feria de Madrid con motivo de un evento relacionado con la Fórmula 1.

## Características
Esta línea prestó servicio la tarde-noche del 7 de junio de 2025, uniendo entre sí la estación de Mar de Cristal y el recinto ferial de IFEMA, mientras duró el cierre de la estación de Feria de Madrid con motivo del Roadshow Madring.
Su dotación fue de nueve autobuses estándar.

## Paradas
| Código | Ubicación de parada                 | Conexión con Metro |
| ------ | ----------------------------------- | ------------------ |
| 4602   | Gta. Mar de Cristal con C/ Arequipa | Mar de Cristal     |
| 51182  | Glorieta de Urubamba                |                    |